# 284
284（二百八十四、にひゃくはちじゅうよん）は自然数、また整数において、283の次で285の前の数である。

## 性質
- 284は合成数であり、約数は 1, 2, 4, 71, 142, 284 である。
  - 約数の和は504。
  - n = 284 のとき σ(n) = σ(σ(n) − n) が成り立つ4番目の数である。1つ前は220、次は496。(ただしσは約数関数)(オンライン整数列大辞典の数列 A206708)
例．σ(σ(284) − 284) = σ(220) = 504 = σ(284)
- 284の自身を除いた約数の和は220であり、220の自身を除く約数の和は284である。即ちこの2つの数は最小の友愛数の関係にある。次の友愛数は1184, 1210。
- 2842 + 1 = 80657 であり、n2 + 1 の形で素数を生む48番目の数である。1つ前は280、次は300。(オンライン整数列大辞典の数列 A005574)
- 約数の和が284になる数は1個ある。(283) 約数の和1個で表せる59番目の数である。1つ前は282、次は296。
- 各位の和が14になる17番目の数である。1つ前は275、次は293。
- 284 = 22 × 71
  - 2つの異なる素因数の積で p2 × q の形で表せる37番目の数である。1つ前は279、次は292。(オンライン整数列大辞典の数列 A054753)
- 284 = 22 + 32 + 42 + 52 + 62 + 72 + 82 + 92
  - 8連続自然数の平方和とみたとき2番目の数である。1つ前は204、次は380。(オンライン整数列大辞典の数列 A276026)

## その他 284 に関連すること
- 年始から数えて284日目は10月11日、閏年10月10日。
- キプロス航空284便爆破事件は、1967年におきた航空テロ事件。
- イシャーウッド(USS Isherwood, DD-284)は、アメリカ海軍の駆逐艦。
- ヴォーゲルゲサング(USS Vogelgesang, DE-284)は、アメリカ海軍の護衛駆逐艦。
- タリビー(USS Tullibee, SS-284)は、アメリカ海軍の潜水艦。